# Filipe Morais
Filipe Alexandre Morais, né le 21 novembre 1985 à Benavente au Portugal, est un footballeur portugais évoluant au poste d'ailier en faveur de Grimsby Town.

## Carrière en club
Filipe Morais reçoit deux sélections en équipe du Portugal des moins de 21 ans.
Il joue 72 matchs en première division écossaise, inscrivant six buts.
Après son passage en Écosse, il joue en faveur des clubs anglais d'Oldham Athletic et de Stevenage.
Le 8 août 2014, il rejoint le club de Bradford City. Par la suite, le 2 février 2017, il s'engage avec les Bolton Wanderers.
Le 19 juillet 2018, il rejoint Crawley Town.